# Кемоклідзе Партен Георгійович
Партен Георгійович Кемоклідзе (1906, село Ахалсопелі, тепер Амбролаурський муніципалітет, Грузія — ?) — грузинський радянський діяч, директор Лагодехської МТС Лагодехського району Грузинської РСР. Депутат Верховної Ради СРСР 4-го скликання.

## Життєпис
У 1923 році вступив до комсомолу. Член ВКП(б) з 1932 року.
У 1933 році закінчив Грузинський сільськогосподарський інститут.
У 1933—1941 роках — науковий співробітник Інституту агроґрунтознавства і добрив у місті Тифлісі; старший агроном, директор Мало-Сердобинської машинно-тракторної станції (МТС) Пензенської області РРФСР.
У 1941—1943 роках — інструктор Аджарського обласного комітету КП(б) Грузії; 2-й секретар Батумського районного комітету КП(б) Грузії Аджарської АРСР.
У 1943 — січні 1945 року — голова Організаційного комітету Президії Верховної ради Грузинської РСР по Клухорському району.
У січні 1945 — листопаді 1948 року — 2-й секретар Ахметського районного комітету КП(б) Грузії.
З листопада 1948 року — директор Лагодехської опорно-показової машинно-тракторної станції (МТС) Лагодехського району Грузинської РСР.
Подальша доля невідома.

## Нагороди
- медаль «За доблесну працю у Великій Вітчизняній війні 1941—1945 рр.»
- медалі